# Národní instituty zdraví
Národní instituty zdraví (zkratka NIH z anglického National Institutes of Health) je americká státní agentura působící v oblasti výzkumu biomedicíny a veřejného zdraví spadající pod Ministerstvo zdravotnictví a sociálních služeb USA.
Většina zařízení NIH se nachází ve městě Bethesda v americkém státě Maryland a v dalších předměstích hlavního města Washingtonu DC.
Agentura NIH zahrnuje 27 samostatných ústavů a center různých biomedicínských oborů, které přispěly k mnoha vědeckým úspěchům světového významu, jakým byl například objev použití fluoridu k prevenci zubního kazu, použití lithia k léčbě bipolární poruchy nebo vytvoření vakcín proti hepatitidě, HIB (Haemophilus influenzae) nebo lidskému papilomaviru (HPV).
V roce 2022 se umístila na 3. místě v žebříčku Nature Index nejlepších státních výzkumných organizací.